# Стажини (Великопольське воєводство)
Стажини (пол. Starzyny) — село в Польщі, у гміні Рокетниця Познанського повіту Великопольського воєводства.
У 1975—1998 роках село належало до Познанського воєводства.